# Tellurure de cadmium-zinc
Pour les articles homonymes, voir CZT.
Le tellurure de cadmium-zinc ou TCZ (en anglais, cadmium zinc telluride ou CZT) est un alliage à base de cadmium, de zinc et de tellure et plus précisément un mélange de tellurure de cadmium et de tellurure de zinc. Il sert à la fabrication de détecteurs de rayonnements ionisants (rayons X et rayons gamma). Il est capable de fonctionner sans refroidissement et permet une conversion directe de la radiation.

## Production
Le tellurure de cadmium-zinc utilisé dans les détecteurs est majoritairement produit via la méthode de Bridgman-Stockbarger à haute pression (limitant la volatilisation du cadmium).